# Stanisław Michalski (duchowny)
Stanisław Julian Michalski (ur. 3 maja 1916 w Stodołach, zm. 25 września 2003 w Rzymie) – polski ksiądz katolicki, kapelan emigracji i pułkownik Wojska Polskiego.

## Życiorys
Po zdaniu matury wstąpił do Szkoły Podchorążych Artylerii w Toruniu. Na stopień podporucznika został mianowany ze starszeństwem z 15 października 1938 i 29. lokatą w korpusie oficerów artylerii. W marcu 1939 pełnił służbę w 8 pułku artylerii ciężkiej w Toruniu na stanowisku dowódcy II plutonu szkoły podoficerskiej. 24 sierpnia 1939, w czasie mobilizacji, został dowódcą kolumny amunicyjnej 4 dywizjonu artylerii ciężkiej. W jego szeregach walczył w kampanii wrześniowej.
W czasie walk dostał się do niemieckiej niewoli. Przebywał w Oflagu VII A Murnau. Po uwolnieniu z niewoli został przyjęty do 2 Korpusu we Włoszech i przydzielony do 10 pułku artylerii ciężkiej. 
Po opuszczeniu wojska wstąpił do Kolegium Polskiego w Rzymie. Święcenia kapłańskie otrzymał 20 grudnia 1952. Studia seminaryjne ukończył na Uniwersytecie Gregorianum z tytułem licencjata teologii. Później rozpoczął studia w Papieskim Instytucie Biblijnym w Rzymie. W 1965 zaczął kierować biurem Centralnego Ośrodka Duszpasterstwa Emigracji w Rzymie. Pełnił również posługę kapelana Sióstr Urszulanek Szarych i Sióstr Służebnic Najświętszego Serca Jezusowego oraz współpracował z redakcją Kroniki Rzymskiej.
W 1984 papież Jan Paweł II mianował go protonotariuszem apostolskim. W 1991 został mianowany kanonikiem honorowym bazyliki S. Maria Maggiore. W 2002 awansowany na pułkownika w stanie spoczynku. Otrzymał też od Prezydenta RP komandorię Orderu Polonia Restituta z Gwiazdą.
Zmarł 25 września 2003 i został pochowany na polskiej działce rzymskiego cmentarza Prima Porta.